# 麻城ゆう
麻城 ゆう（まき ゆう、4月3日生）は、日本の小説家、漫画原作者。東京在住。

## 人物概要
- 1983年に徳間書店発行の漫画雑誌『リュウ』掲載の「ノリ・メ・タンゲレ」（1983年9月号 - 1984年5月号）の原案として同人誌に発表していた小説が採用される。
- 1988年に新書館発行の季刊『小説ウィングス』（創刊号）掲載の「月光界秘譚—永の楽土」で小説家としてデビューする。

## 作品リスト

### 文庫
- 月光界シリーズ （イラスト：道原かつみ）
  1. 界渡りの魔道者 （1989年12月、大陸ノベルス）
  2. 霊獣ムフゾの王 （1990年4月、大陸ノベルス）
  3. 結界の墓碑銘 （1990年8月、大陸ノベルス）
  4. 新月闇の結晶 （1990年12月、大陸ノベルス）
  5. 大地の守護者 （1991年4月、大陸ノベルス）
  6. 帝王の絆 （1992年6月、大陸ノベルス）
  7. 闇待ちの大陸 （1994年4月、角川スニーカー文庫、イラスト：浅野真理）
  8. 月影の聖母 （1995年6月、角川スニーカー文庫、イラスト：浅野真理）
- 月光界秘譚―永の楽土 （1992年1月、ウィングス・ノヴェルス、イラスト：道原かつみ）
- 月光界秘譚 （イラスト：道原かつみ）
  1. 風舟の傭兵 （2000年7月、ウィングス文庫）
  2. 太陽の城 （2001年3月、ウィングス文庫）
  3. 滅びの道標 （2002年1月、ウィングス文庫）
  4. いにしえの残照 （2002年9月、ウィングス文庫）
- 月光界・逢魔が時の聖地 （イラスト：道原かつみ）
  1. （2003年5月、ウィングス文庫）
  2. （2004年3月、ウィングス文庫）
  3. （2005年1月、ウィングス文庫）
- 天使@fortune （2000年7月、角川ティーンズルビー文庫、イラスト：船戸明里）
- 特捜司法官S-A  全2巻 （イラスト：道原かつみ）
- 新・特捜司法官S-A　全12巻 （イラスト：道原かつみ）
- 仮面教師SJ （イラスト：道原かつみ）
- 反風水師シリーズ （イラスト：あしべゆうほ）
  1. 反風水師誕生
  2. その愛
- 時代の巫女シリーズ  (角川スニーカー文庫)（イラスト：ゆうき 未来 ）
  1. 青竜、目覚める―時代の巫子〈1〉
  2. 朱雀、消滅―時代の巫子〈2〉
  3. 白虎、暗躍―時代の巫子〈3〉
  4. 玄武、燃える―時代の巫女〈4〉
- 天界樹夢語り （イラスト：道原かつみ）
  1. 妖魔の里 （1994年）
  2. 真逆の剣 （1995年）
  3. 裏切りの海 （1996年）
  4. シンデレラの海 （1997年）
  5. 心臓に鎖 （1998年）
  6. 幻想迷宮（1999年）
  7. 緑星 （1999年）
- 百万年分の一瞬―インナー・タイムトラベラー （1992年12月、ウィングス・ノヴェルズ、イラスト：道原かつみ、ISBN 978-4-403-64009-4）

### 漫画原作
- ノリ・メ・タンゲレ （作画：道原かつみ）
- ジョーカー・シリーズ （作画：道原かつみ）

### 同人誌
- 帰ってきたないしょの月光界
- アフラ
- アーリ
- NAISHO
- 反風水師R
- 魔の24
- 病は奇から